# Histoire de la géographie
Vous pouvez aider à l'améliorer ou bien discuter des problèmes sur sa page de discussion.
- Il ne cite pas suffisamment ses sources. Vous pouvez indiquer les passages à sourcer avec {{référence nécessaire}} ou {{Référence souhaitée}}, et inclure les références utiles en les liant aux notes de bas de page. (Marqué depuis mars 2010)
- Il doit être recyclé. La réorganisation et la clarification du contenu sont nécessaires. (Marqué depuis février 2018)

- Archive Wikiwix
- Bing
- Cairn
- DuckDuckGo
- E. Universalis
- Gallica
- Google
- G. Books
- G. News
- G. Scholar
- Persée
- Qwant
- (zh) Baidu
- (ru) Yandex
- (wd) trouver des œuvres sur Wikidata

L'histoire de la géographie est l'histoire de la science géographique c'est-à-dire l'évolution de la façon d'étudier l'espace terrestre. Ces études ont varié au fil de l'histoire et entre différents groupes culturels et politiques. Depuis le XIXe siècle, la géographie est devenue une discipline universitaire.
Les Grecs sont la première civilisation connue pour avoir étudié la géographie, à la fois comme science et comme philosophie. Thalès de Milet, Hérodote (auteur de la première chorographie), Ératosthène (auteur de la première carte du monde connue – l'écoumène – et calculateur de la circonférence terrestre), Hipparque, Aristote, Ptolémée ont apporté des contributions majeures à la discipline. Les Romains ont apporté de nouvelles techniques alors qu'ils cartographiaient de nouvelles régions.
Les premiers « géographes » développent quatre branches de la géographie qui vont perdurer jusqu'à la Renaissance :
- découvrir et explorer les continents ;
- mesurer l'espace terrestre (géodésie) ;
- situer la Terre dans les systèmes astronomiques (cosmographie) ;
- représenter l'espace terrestre (cartographie).

Après la Renaissance et les grandes découvertes, la géographie s'impose comme une discipline à part entière dans le domaine scientifique. Entre le XIXe et le XXe siècle, plusieurs courants se développent tentant de démontrer l'interaction entre l'homme et la nature, avec plus ou moins de succès et de rigueur d'approche.
À l'époque contemporaine, la géographie se divise en différentes branches d'étude.

## Introduction
Le mot géographie a été inventé par Ératosthène et signifie littéralement écrire la Terre. C'est une imitation graphique de la Terre. Comme art de représentation, c'est d'abord une techné obéissant à des règles. La géographie trace (γράφειν, graphein, écrire) une carte de la Terre (Gê, synonyme de Gaïa, la divinité Terre-Mère). La géographie se donne pour but de représenter le monde habité connu, l'œcoumène (οἰκουμένη (γῆ) (terre) habitée). Au fur et à mesure, cet art de représentation a élargi son domaine pour devenir progressivement la science des caractéristiques physiques de la Terre, de ses ressources, de son climat, de sa population, etc.

## Géographie antique

### Débuts géographiques: Babylone et l'Égypte

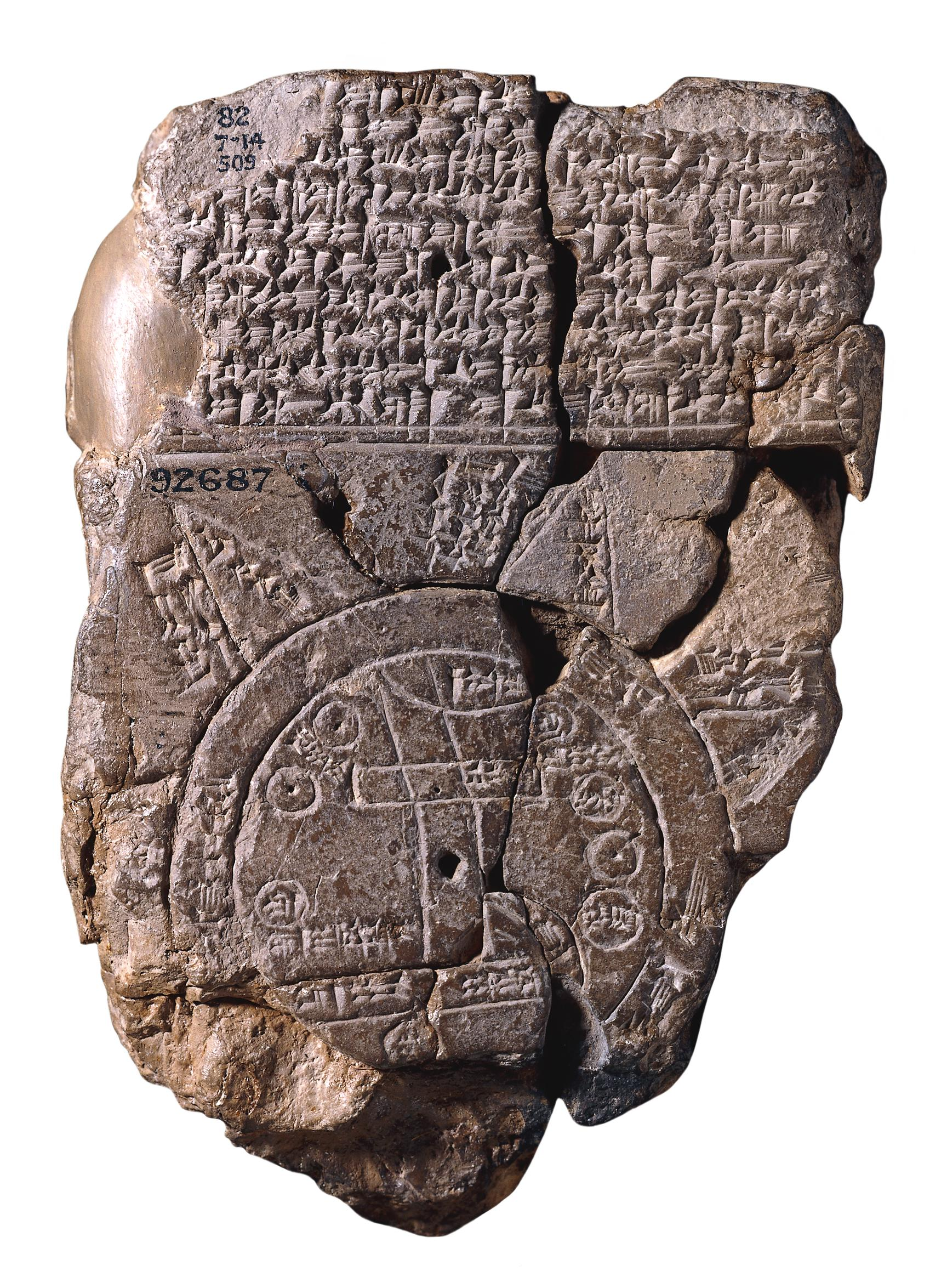
Carte babylonienne du monde.

Les premiers restes humains qui indiquent un intérêt pour la connaissance de la Terre est une carte à l'échelle connue sous le nom de carte akkadiene, trouvée à Nuzi et datée approximativement du XXIIIe siècle av. J.-C. La carte est orientée vers l'est, et on peut identifier les éléments géographiques tels que des ruisseaux, des implantations et des montagnes.

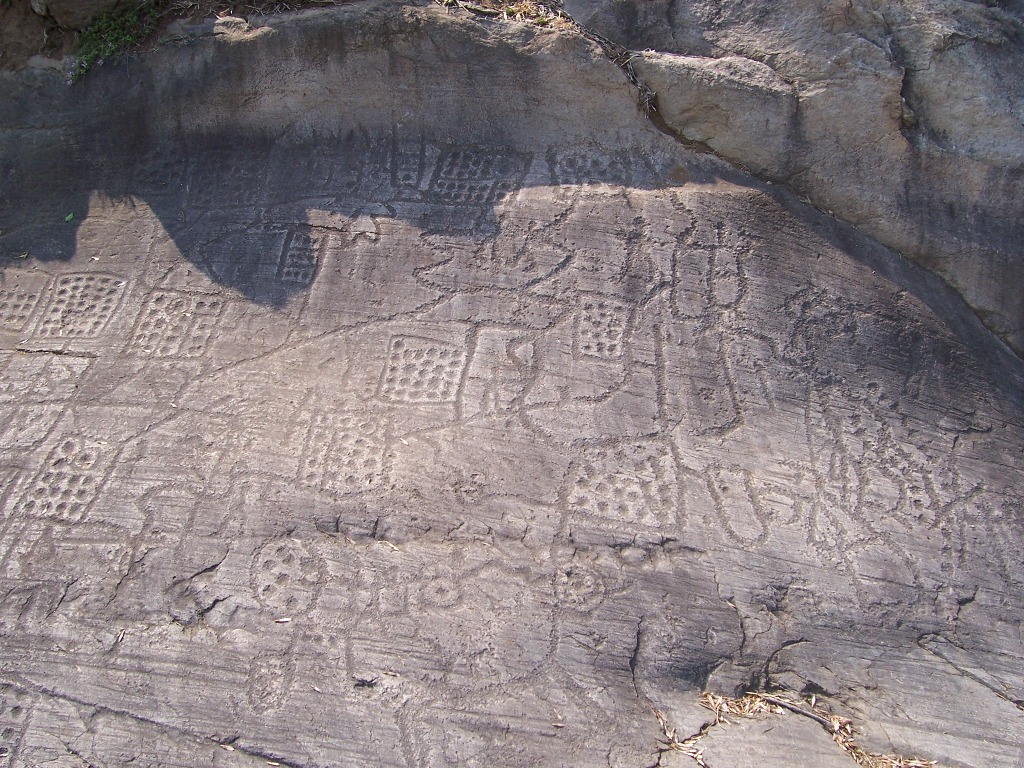
Carte de Bedolina dans le Val Camonica.

La carte de Bedolina est un pétroglyphe préhistorique reconnu comme l'une des plus anciennes cartes topographiques, les figures les plus anciennes ayant semble-t-il été gravées à la fin de l'Âge du bronze (3000-1000 av. J.-C.).
Les cartes les plus anciennes connues décrivant la Terre (carte du monde) à Babylone sont datées du IXe siècle av. J.-C. Mais la carte la plus connue par toutes, est la carte babylonienne du monde datée entre 400 et 600 av. J.-C., découverte en Irak en 1899. La carte montre la ville de Babylone entourée par l'Euphrate avec une masse de terre circulaire représentant l'Assyrie, Urartu et d'autres villes environnantes entourées par une « rivière d'eau amère » (l'océan), et sept îles disposées autour de lui pour former une étoile à sept branches. Le texte d'accompagnement mentionne sept régions extérieures au-delà de l'océan circulaire, les noms de cinq d'entre elles sont encore visibles. Babylone est représentée comme le centre du monde.
Une autre carte représente un petit territoire du district de Nippur, montrant un canal, des maisons et un parc. Le plan est daté du XVe siècle av. J.-C.
Des cartes ont également été trouvées en Égypte représentant un plan de jardin du XVe siècle av. J.-C.
La carte de Bedolina (dans le Parc archéologique de Seradina-Bedolina à Capo di Ponte, nord de l'Italie) est considérée comme la plus ancienne représentation d'une occupation humaine. Elle peut dater entre le XXe siècle et le XVe siècle av. J.-C.

### Grèce archaïque et classique
Bien qu'il n'y ait aucun texte décrivant les voyages de marchands, la présence de certains matériaux en Grèce non produits sur place montre que l'activité commerciale a permis de parcourir le bassin méditerranéen et le nord de l'Europe. Ainsi le bronze utilisé par les Mycéniens, composé d'étain et de cuivre, venait probablement des mines du sud de l'Espagne, de la cité de Tartessos, qui fournissait aussi de l'argent. La route commerciale d'Espagne a continué à être utilisée par les Phéniciens. À partir de leur implantation à Gadès, ces derniers vont faire plusieurs périples le long des côtes africaines. Les Phéniciens ont fait le commerce de l'ambre qui devait provenir de la Baltique. Les Crétois avaient des comptoirs commerciaux dans la Mer Noire avant l'arrivée des Doriens.
Les œuvres d'Homère, l'Iliade et l'Odyssée, sont des œuvres littéraires, mais les deux contiennent un grand nombre d'informations géographiques. Homère décrit un monde circulaire entouré d'un énorme océan. Les cartes antiques montrent que les Grecs au XVIIIe siècle av. J.-C. avait une grande connaissance de la géographie de la Méditerranée orientale. Les poèmes d'Homère contenaient un grand nombre de noms de lieux et de descriptions, mais pour beaucoup d'entre eux, il n'est pas certain que leur situation géographique réelle, si elle existe, soit correctement identifiée.
Thalès de Milet est l'un des premiers philosophes à s'être interrogé sur la forme du monde. Il a proposé que le monde soit basé sur l'eau, et que toutes choses sont nées de celle-ci. Il a également prévu un grand nombre de règles mathématiques et astronomiques qui permettraient d'étudier la géographie physique. Son successeur, Anaximandre, est la première personne connue à avoir tenté de créer une carte à l'échelle du monde connu et avoir introduit le gnomon en Grèce antique.
Hécatée de Milet a lancé une forme différente de la géographie, en évitant les calculs mathématiques de Thalès et d'Anaximandre. Il a conçu le monde en rassemblant des travaux antérieurs et en parlant aux marins qui sont venus par l'intermédiaire du port de Milet. À partir de ces récits, il a écrit une prose sur ce qui était connu du monde.
Un travail similaire, et qui survit surtout aujourd'hui, est l'Enquête (ou Histoires) de Hérodote. D'abord un travail d'histoire, le livre contient en fait une multitude de descriptions géographiques couvrant une grande partie du monde connu. L'Égypte, la Scythie, la Perse, et l'Asie Mineure sont décrites en détail. On sait alors peu de choses sur les autres zones, et la description des zones telles que l'Inde sont presque totalement fantaisistes. Hérodote a également fait des observations importantes sur la géographie physique. Il est le premier à avoir noté le processus par lequel les grands fleuves, tels que le Nil, donnent naissance à des deltas, et est aussi le premier à observer que les vents ont tendance à souffler à partir de régions plus froides vers les plus chaudes[réf. nécessaire].
Pythagore est peut-être le premier à proposer un monde sphérique, en faisant valoir que la sphère est la forme la plus parfaite. Cette idée est parfois attribuée à Parménide. Quoi qu'il en soit, elle fut adoptée par Platon et Aristote, qui ont avancé des données empiriques pour vérifier cela. Il a noté que l'ombre de la Terre pendant une éclipse lunaire était courbée, et aussi que les étoiles sont plus hautes quand on se déplace vers le nord. Eudoxe de Cnide a utilisé l'hypothèse sphérique pour expliquer l'existence de différentes zones climatiques basées sur la latitude, à cause de l'angle pris par les rayons du Soleil[réf. nécessaire]. Cela a conduit Parménide à émettre l'hypothèse d'une division du monde en cinq régions : chacun des pôles correspond à une région froide, la zone autour de l'équateur est torride et, entre ces deux régions extrêmes, les hémisphères Nord et Sud ont des températures convenables à l'habitation.

### Période alexandrine
Ératosthène (276 à 194 av. J.-C.) est l'auteur d'un travail considérable. Ses études portaient sur la répartition des océans et des continents, les vents, les altitudes des montagnes[réf. nécessaire] et les zones climatiques. Il emploie le terme géographie. Il laissa une carte générale de l'écoumène, le monde habité, qui fit longtemps foi : il y donnait la valeur de 47° 42' à l'arc du méridien compris entre les deux tropiques, valeur correcte à quelques minutes près[réf. nécessaire]. 

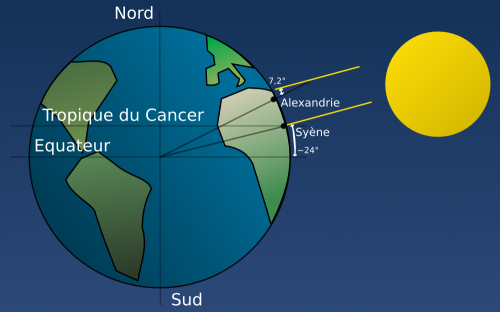
Calcul de la circonférence de la Terre.

C'est cependant l'étude de la circonférence de la Terre qui marque le plus les travaux d'Ératosthène. Il observa l'ombre de deux puits situés en deux lieux, Syène (aujourd'hui Assouan) et Alexandrie, le 21 juin (solstice d'été) au midi solaire local. Il observa que l'angle entre les rayons solaires en ces lieux était de 7,12 degrés. Il évalua ensuite la distance entre Syène et Alexandrie : la distance obtenue était de 5 000 stades, soit 787,5 km, mesure très proche de la réalité, s'il a bien utilisé un stade (mesure de longueur) valant 157,5 m. Par la théorie géométrique des angles alternes-internes congrus, il calcula que la circonférence de la Terre était de 39 375 km, mesure extraordinairement précise pour l'époque (les mesures actuelles donnent 40 075,017 km à l'équateur[réf. nécessaire]).
À la suite d'Héraclide du Pont, Aristarque de Samos suggère que l'axe de la Terre effectue une précession quotidienne par rapport à la sphère des fixes.
Le grand astronome Hipparque, auteur d'une Critique de la Géographie d'Ératosthène, met au point ou perfectionne des méthodes permettant de déterminer les positions des lieux géographiques en longitude et latitude. Il consacre la projection stéréographique pour l'établissement de cartes à grande échelle. Son contemporain gréco-chaldéen Séleucos de Séleucie étudie les marées et les met en relation avec les mouvements de la Lune et du Soleil. Se fondant sur ses observations, Hipparque défend l'idée qu'il existe un continent entre les océans Atlantique et Indien.

### Période romaine

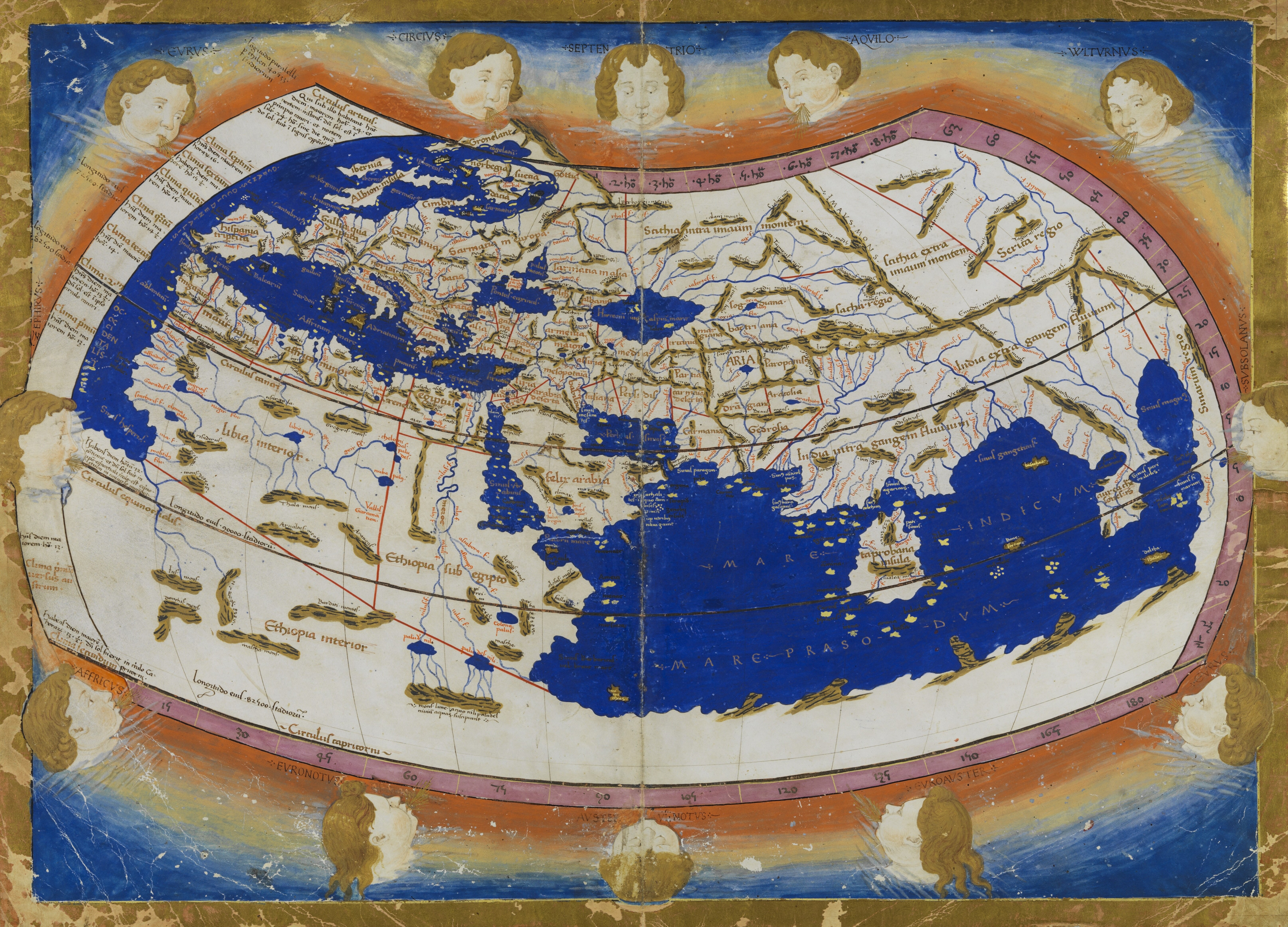
La carte de l'écoumène de Ptolémée reconstituée en 1482.

Le premier géographe dont l'œuvre nous soit parvenue presque intégralement est Strabon. Grec né à Amasée (actuelle Amasya en Turquie) vers 57 av. J.-C., mort vers 25 ap. J.-C., il écrivit une géographie, description détaillée du monde connu. Strabon relate notamment l'exploration de Pythéas de Marseille au-delà des Colonnes d'Hercule (Gibraltar) jusqu'à Thulé (le Groenland ?) et la mer gelée[réf. nécessaire]. Il est à noter que c'est à l'époque romaine que la géographie acquiert un statut utilitaire à côté de son caractère scientifique. En effet, Strabon considère que la géographie est indispensable pour gouverner et conquérir de nouvelles terres.
Le périple de la mer Érythrée, texte décrivant les routes maritimes de la mer Rouge, de l'océan Indien et du golfe Persique, en partant de l'île de Dioscoride (aujourd'hui Socotra) date probablement du Ier siècle.
Mais à cette période, comme à la précédente, le centre scientifique est Alexandrie, ville hellénisée d'Égypte. Ptolémée (vers 90 apr. J.-C. à 165) s'appuie sur les travaux de Marinus de Tyr et prolonge les travaux d'Hipparque. Il rédige à son tour une Géographie (Γεωγραφικὴ Ὑφήγηδις), œuvre qui a exercé par la suite une très grande influence sur les sciences islamiques et européennes. Il s'agit d'un exposé approfondi sur les connaissances géographiques du monde gréco-romain, avec des cartes établies selon des méthodes de projections remarquables.
- Liste des géographes gréco-romains, Géographes grecs mineurs
- Liste des ports antiques, Navigation dans l'Antiquité
- Histoire de la cartographie

### Antiquité tardive et Haut Moyen Âge

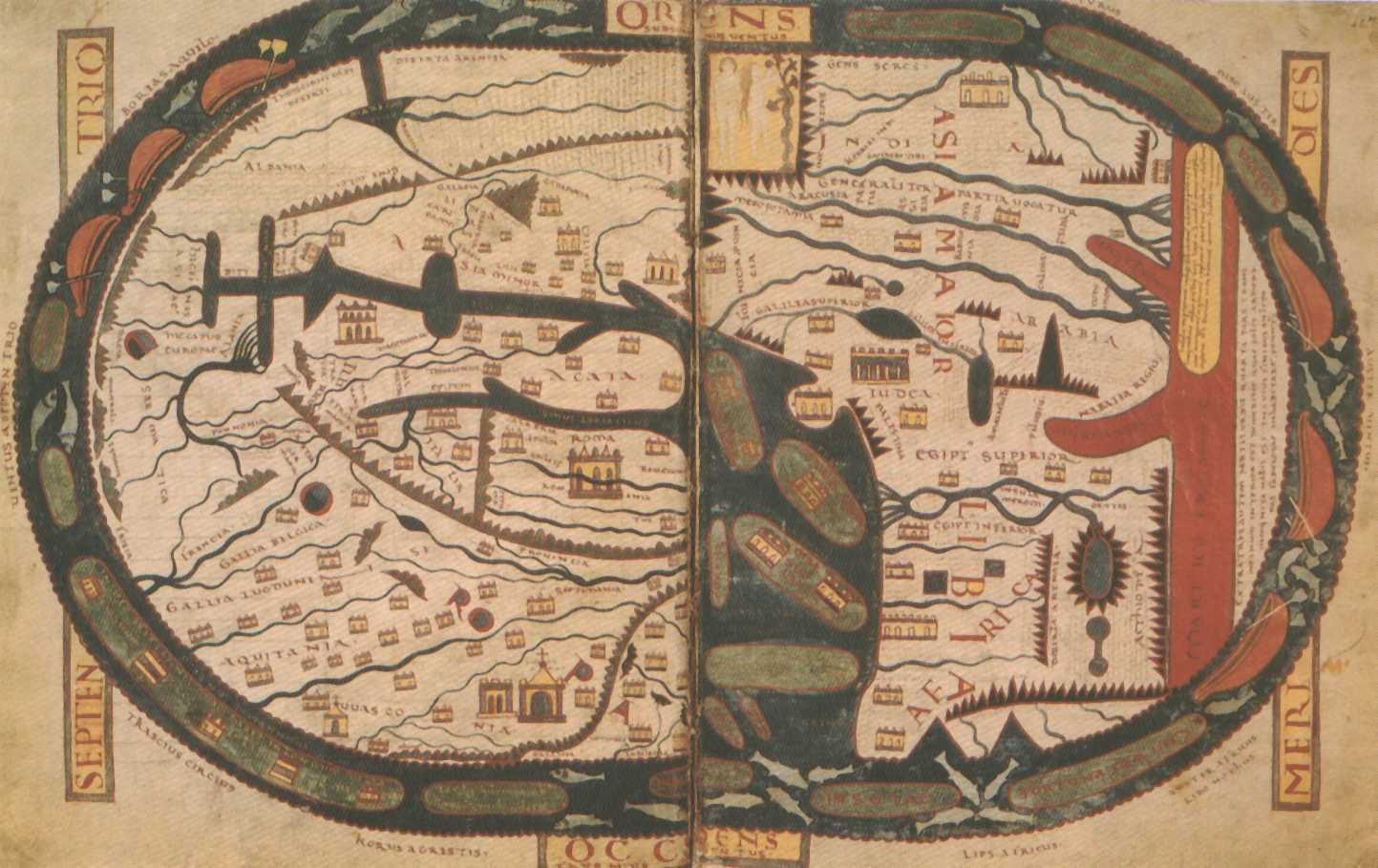
Mapa Mundi de Beatus de Liébana (v. 780) conservé dans le manuscrit de Saint Severn.

Au cours du Moyen Âge, juste après les invasions barbares au VIe siècle, l'intérêt pour la géographie diminue en Occident.
Dans le haut Moyen Âge, cette discipline est le parent pauvre de l'éducation, qui se décline à travers les arts libéraux. Le quadrivium inclut bien l'astronomie, mais pas la géographie. Avant la fin de l'Empire romain, l'intérêt pour la géographie diminue en même temps que se disloquent l'administration impériale et le commerce romain.
Les grandes invasions conduisent à une réduction du monde savant en Europe. Les envahisseurs germaniques transmettent cependant aux langues européennes les noms des quatre point cardinaux. Le nouvel ordre social et politique qui va apparaître, la féodalité, est basé sur des rapports entre personnes, qui ne nécessitent plus de connaissance géographique.
L'implantation du christianisme amène la conception d'une Terre plate chez certains auteurs, conformément au mythe biblique, et elle est reprise par certains Pères de l'Église comme Lactance. Cette vision est en rupture avec la conception grecque de la sphéricité de la Terre. 
Pour saint Augustin en revanche, le problème n'est pas celui de la rotondité de la Terre - point sur lequel il ne se prononce pas - mais celui de l'existence d'antipodes, qu'il réfute. 
Isidore de Séville compare la Terre à une balle. 
Bède le Vénérable et Guillaume de Conches au XIIe siècle adoptent la cartographie grecque. 
La carte n'est plus qu'une belle image conforme à l'explication du monde donnée par l'Église.
Isidore de Séville contribue à conserver un certain patrimoine de connaissances[réf. nécessaire]. 
Néanmoins, la représentation du monde connu reste très sommaire : on imagine que les continents sont placés à l'intérieur d'un rond et autour d'un T renversé vers la droite, l'Europe étant au-dessus de la barre horizontale, l'Afrique en dessous, et l'Asie à droite. 
La barre horizontale représente la Méditerranée, la barre verticale séparant l'Asie (à l'est), de l'Europe et de l'Afrique (à l'ouest) est constituée par le Danube et le Nil, que l'on suppose reliés (représentation O/T). 
Au centre, point d'intersection des deux barres, Jérusalem, la ville religieuse, considérée comme le centre du monde.
- Figure de la Terre au Moyen Âge
- École majorquine de cartographie

## En Chine

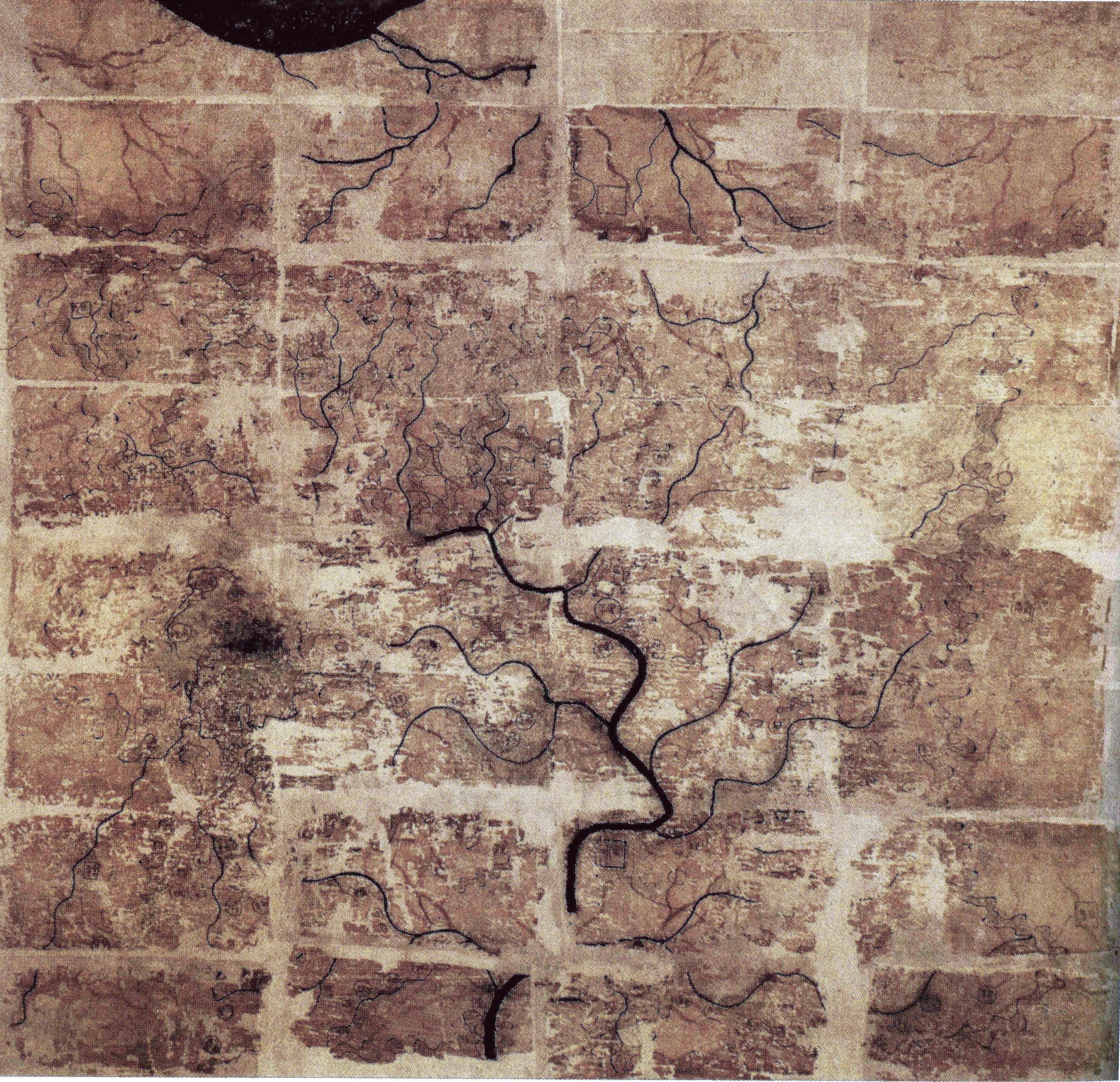
Une ancienne carte datant de la dynastie Han de l'ouest (202 av. J.-C.-9 apr. J.-C.). Carte trouvée dans la tombe 3 de Mawangdui, représentant le royaume de Changsha et le royaume de Nanyue dans la Chine méridionale (note: le sud est situé en haut, le nord est en bas de la carte).

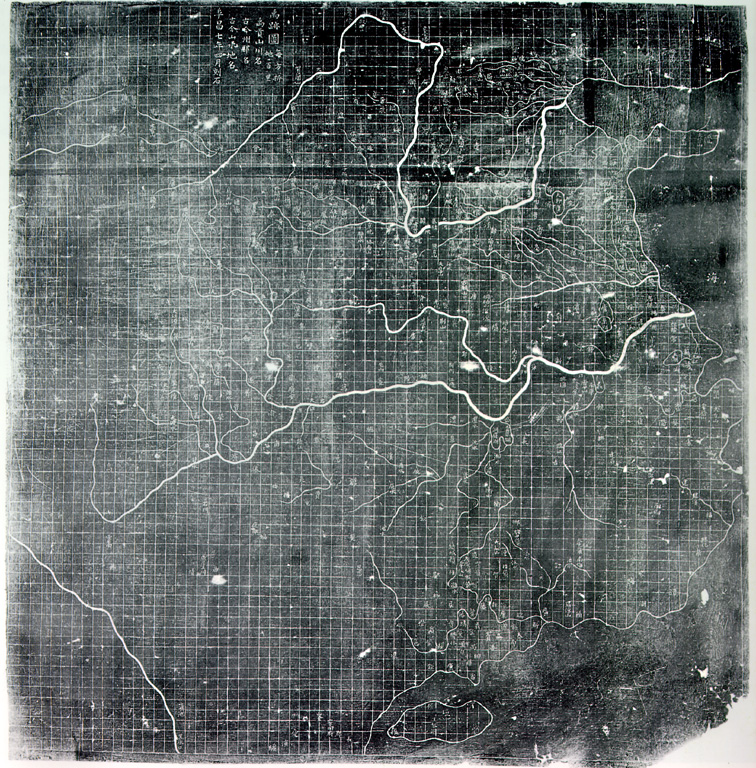
Le Yu Ji Tu, ou carte des pistes de Yu Gong, sculptée dans la pierre en 1137, située dans la forêt des stèles de Xi'an

En Chine, la plus ancienne trace connue d'une représentation géographique propre remonte au Ve siècle av. J.-C., au début des Royaumes combattants (481 av. J.-C.-221 av. J.-C.). Elle se trouvait dans le « Yu Gong » (« Hommage de Yu »), chapitre du livre Shu Jing (Classique des documents). Le livre décrit les neuf provinces traditionnelles, leurs types de sols, leurs biens et leurs produits économiques, leurs échanges, leurs métiers et leurs arts, les revenus de l'État et des systèmes agricoles, les diverses rivières et les lacs répertoriés et placés en conséquence. Au moment de la rédaction de ce travail géographique, les neuf provinces étaient de plus petite taille que celle de la Chine contemporaine. En fait, la description traite des domaines connus du fleuve Jaune, des basses vallées du Yangtze, avec la plaine située entre eux et la péninsule du Shandong, et à l'ouest des régions les plus septentrionales de la rivière Wei et de la rivière Han (le long des parties méridionales de l'actuelle province du Shanxi).
Dans cet ancien traité de géographie (qui a influencé grandement les géographes et cartographes chinois qui ont suivi), les Chinois utilisaient la figure mythologique de « Yu le Grand » pour décrire la terre connue (de la Chine). Malgré l'apparition de la figure de Yu dans ce travail, il était dépourvu de magie, d'imaginaire, de folklore, ou de légende. Bien que cet écrit géographique chinois soit contemporain d'Hérodote et Strabon, il était de moindre qualité et contenait une approche moins systématique. Cela a changé à partir du IIIe siècle où les méthodes chinoises d'information géographique sont devenues plus complètes par rapport à celles utilisées en Europe (jusqu'au XIIIe siècle).
Les premières cartes chinoises se trouvent dans des sites archéologiques datant du IVe siècle av. J.-C. dans l'ancien état de Qin. La première référence connue de l'application à une carte d'une grille géométrique avec une échelle graduée mathématiquement se trouve dans les écrits du cartographe Pei Xiu (224-271). À partir du Ier siècle apr. J.-C., des textes officiels historiques chinois contenaient une section géographique, ce qui était souvent une énorme compilation de modifications dans les noms de lieux et les divisions administratives locales contrôlés par la dynastie régnante, les descriptions des chaînes de montagnes, les systèmes fluviaux, les produits imposables, etc. L'historien chinois ancien Ban Gu (32-92) a probablement initié  la rédaction d'index géographiques en Chine, qui est devenue importante dans les dynasties du Nord et du Sud époque et la dynastie Sui. Les index géographiques locaux sont des mines d'informations géographiques, bien que ses aspects cartographiques n'étaient pas aussi hautement professionnels que les cartes créées par des cartographes de métier.
À partir de l'époque Shu Jing du Ve siècle av. J.-C., l'écriture géographique chinoise a fourni des informations plus concrètes et moins d'éléments légendaires. Cette remarque peut se vérifier dans le chapitre 4 du Huainan Zi (Livre du Maître de Huainan), établi sous la direction du prince Liu An en 139 av. J.-C. pendant de la dynastie Han (202 av. J.-C.-202 apr. J.-C.). Le chapitre donne une description générale de la topographie d'une manière systématique, compte tenu des aides visuelles fournies par les cartes (di tu) grâce aux efforts de Liu An et de son associé Zuo Wu. Dans le Hua Yang Guo Chi de Chang Du (Géographie historique du Sichuan) de 347, non seulement les rivières, les routes commerciales, et diverses tribus ont été décrites, mais il a aussi rédigé le « Ba Jun Tu Jing » (« Plan de Sichuan »), qui avait été réalisé beaucoup plus tôt, vers 150. Le Shui Jing (Classique des voies navigables) a été écrit anonymement au IIIe siècle pendant la période des Trois Royaumes (attribué souvent à Guo Pu), et a donné une description de quelque 137 rivières se trouvant dans toute la Chine. Au VIe siècle, le livre a vu sa taille originelle multipliée par quarante par le géographe Li Daoyuan (en) (vers 470-527) dans le livre portant le nouveau titre de Shui Jing Zhu (en) (Classique des voies navigables commenté).
Dans les périodes suivantes de la dynastie Song (960-1279) et de la dynastie Ming (1368-1644), la littérature géographique avait des approches beaucoup plus systématiques et professionnelles. le poète, érudit et officiel du gouvernement de la dynastie Song Fan Chengda (1126-1193) écrivit le traité géographique connu sous le Gui Hai Yu Heng Chi. Il s'est principalement intéressé à la topographie du terrain, ainsi qu'aux secteurs agricole, économique et des produits commerciaux de chaque région dans les provinces du sud de la Chine. Le grand penseur scientifique chinois Shen Kuo (1031-1095) a consacré une part importante de son œuvre écrite à la géographie ainsi qu'à la réflexion sur la formation des sols (géomorphologie) en raison de la présence de fossiles marins trouvés loin dans les terres, ainsi que de fossiles de bambous trouvés sous terre dans une région loin d'où de celles où sa culture est adaptée. Au XIVe siècle, à l'époque de la  dynastie Yuan, le géographe Na-xin a écrit un traité de topographie archéologique de toutes les régions au nord du fleuve Jaune, dans son livre He Shuo Fang Gu Ji. Le géographe de la dynastie Ming Xu Xiake (1587-1641) voyagea à travers les provinces de la Chine (souvent à pied) pour écrire son énorme traité géographique et topographique, documentant divers détails de ses voyages, tels que les sites de petites gorges, ou des couches de minéraux comme les mica schistes. Le travail de Xu a été systématique, et a fourni des mesures précises de détails, et son œuvre (traduite plus tard par Ding Wenjiang) peut être lue plus comme celle d'un arpenteur du XXe siècle qu'un érudit du début du XVIIe siècle.
Les Chinois sont aussi intéressés par la recherche d'informations géographiques sur les régions étrangères éloignées de la Chine. Des Chinois ont écrit sur les civilisations du Moyen-Orient, de l'Inde et de l'Asie centrale depuis les voyages de Zhang Qian (IIe siècle av. J.-C.), des chinois ont ensuite fourni des informations plus concrètes et exactes sur les aspects topographiques et la géographique des régions étrangères. Le diplomate chinois Wang Xuance de la dynastie Tang (618-907), s'est rendu à Magadha (nord-est de l'Inde actuelle) au VIIe siècle. À son retour, il a écrit le livre Zhang Tian-zhu Guo Tu (comptes rendus illustrés de l'Inde centrale), qui comprenait une mine d'informations géographiques. Des géographes chinois tels que Jia Dan (en) (730-805) ont écrit des descriptions précises des lieux éloignés à l'étranger. Dans son ouvrage, écrit entre 785 et 805, il a décrit l'itinéraire maritime pour arriver jusqu'à l'embouchure du golfe Persique, et ce que les Iraniens (qu'il appelait les gens du pays Luo-He-Yi, c'est-à-dire la Perse) avaient érigé et qu'il appelait 'piliers ornementaux' de la mer dont ils se servaient comme signaux lumineux de phare pour les navires qui pourraient s'égarer. Confirmant les rapports de Jia sur la présence de phares dans le golfe Persique, les écrivains arabes ont décrit les mêmes structures un siècle après lui, tels al Masû'dî et al-Muqaddasi. L'ambassadeur Xu Jing de la dynastie Song  a écrit ses récits de traversée par mer et de voyage à travers la Corée dans son ouvrage datant de 1124, le Xuan-He Feng Shi Gao Li Tu Jing (Rapport illustré d'une ambassade en Corée pendant la période du règne de Xuan-He). La géographie du Cambodge médiéval (l'empire khmer) a été documentée dans le livre Zhen-La Feng Tu Ji de 1297, écrit par Zhou Daguan.

## Géographie postclassique
Cette période de l'histoire de la géographie concerne l'ère historique postclassique (en).

### Monde arabo-musulman médiéval

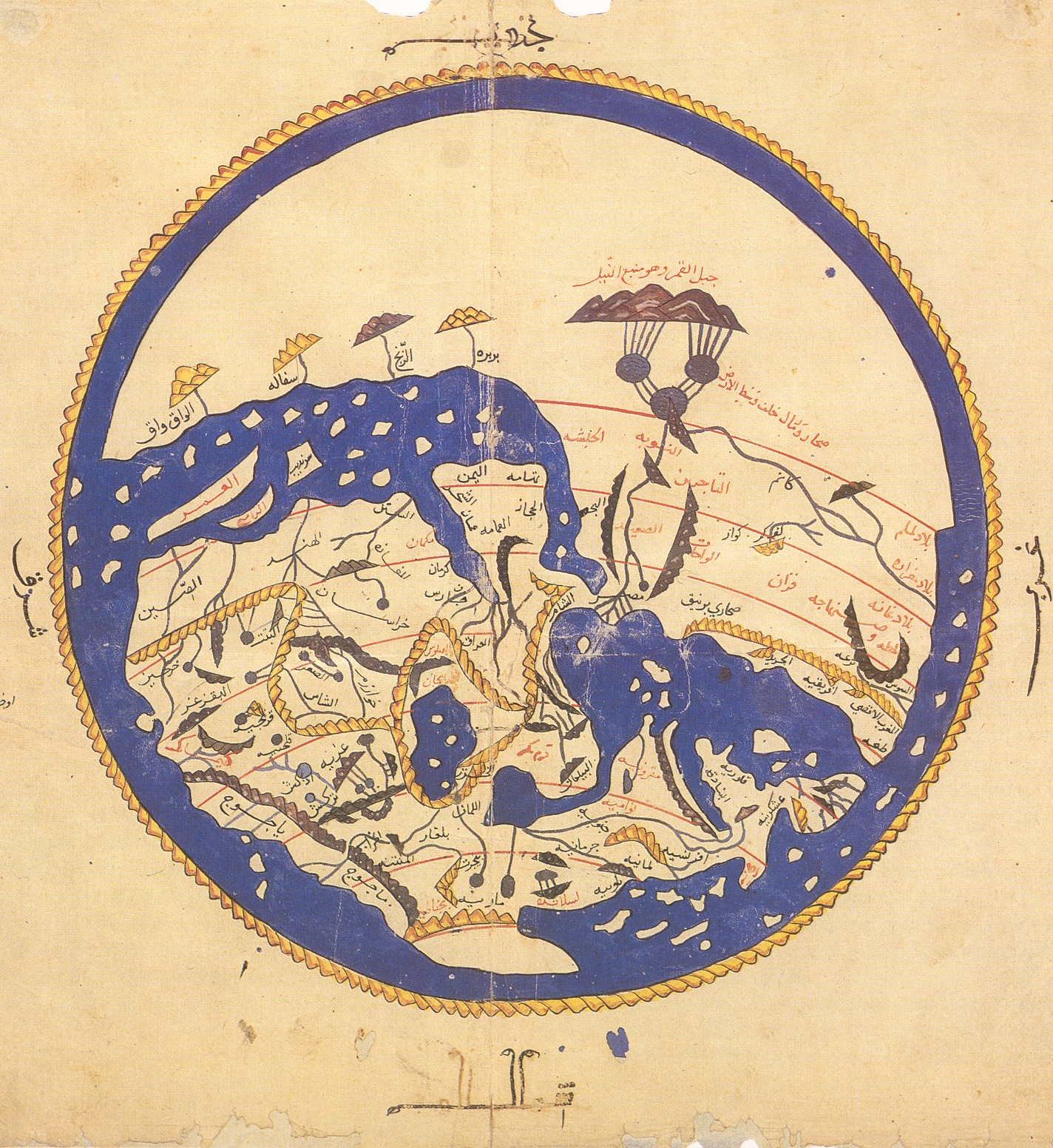
Le monde d'al-Idrīsī orienté sud/nord (v.1160)

Néanmoins, le capital d'informations géographiques et scientifiques de la Grèce fut recueilli dans les centres intellectuels de la civilisation arabo-musulmane. La géographie arabe se développe entre 800 et 1050, à partir de la redécouverte de la Syntaxe mathématique de Ptoléme que les Arabes nomment l'Almageste, traduite en arabe par Al-Khawarizmi († 847). La géographie grecque est enrichie des savoir-faire arabe, persan et de l'Inde. La cartographie arabe commence par celle du ciel puis est suivie par la cartographie terrestre. Les exigences de la prière musulmane (cinq prières par jour, le fidèle étant orienté vers la Mecque), nécessitaient des connaissances géographiques dont l'Occident n'avait pas besoin[réf. nécessaire]. On peut noter les travaux de l'école d'Abu Zayd al-Balkhi (850-934) qui a écrit en 920 le Livre des configurations des provinces ou Livre de la disposition des pays (Kitāb Ṣuwar al-aqālīm, ou Kitāb Taqwīm albuldān), d'Al-Dinawari (828-896) avec le Livre des pays (Kitab al-Buldan).
Al-Jahiz (vers 776-vers 868) s'est intéressé aux lieux et aux aspects humains de la géographie. Istakhri, Ibn Hawqal. Ibn Qoutayba (Koufa, 828 - Baghdad, 889) et Ibn Khordadbeh montrent l'intérêt de la géographie pour l'administration. Al-Biruni établit les bases astronomiques de la géographie.
Les géographes arabes sont de grands voyageurs, tels qu'Al-Maqdisi (vers 945-1000), Idrissi (auquel on doit la première grande géographie de l'Occident, vers 1150) qui a séjourné à la cour de Roger II de Sicile où il a écrit le Livre de Roger (Nuzhat al-Mushtaq fi'khtirāq al-Afaq, en latin Tabula Rogeriana), puis, plus tardivement, Ibn Battuta (1304-1370), et Ibn Khaldun, qui ont donc conservé et enrichi l'héritage gréco-romain.

### Europe médiévale

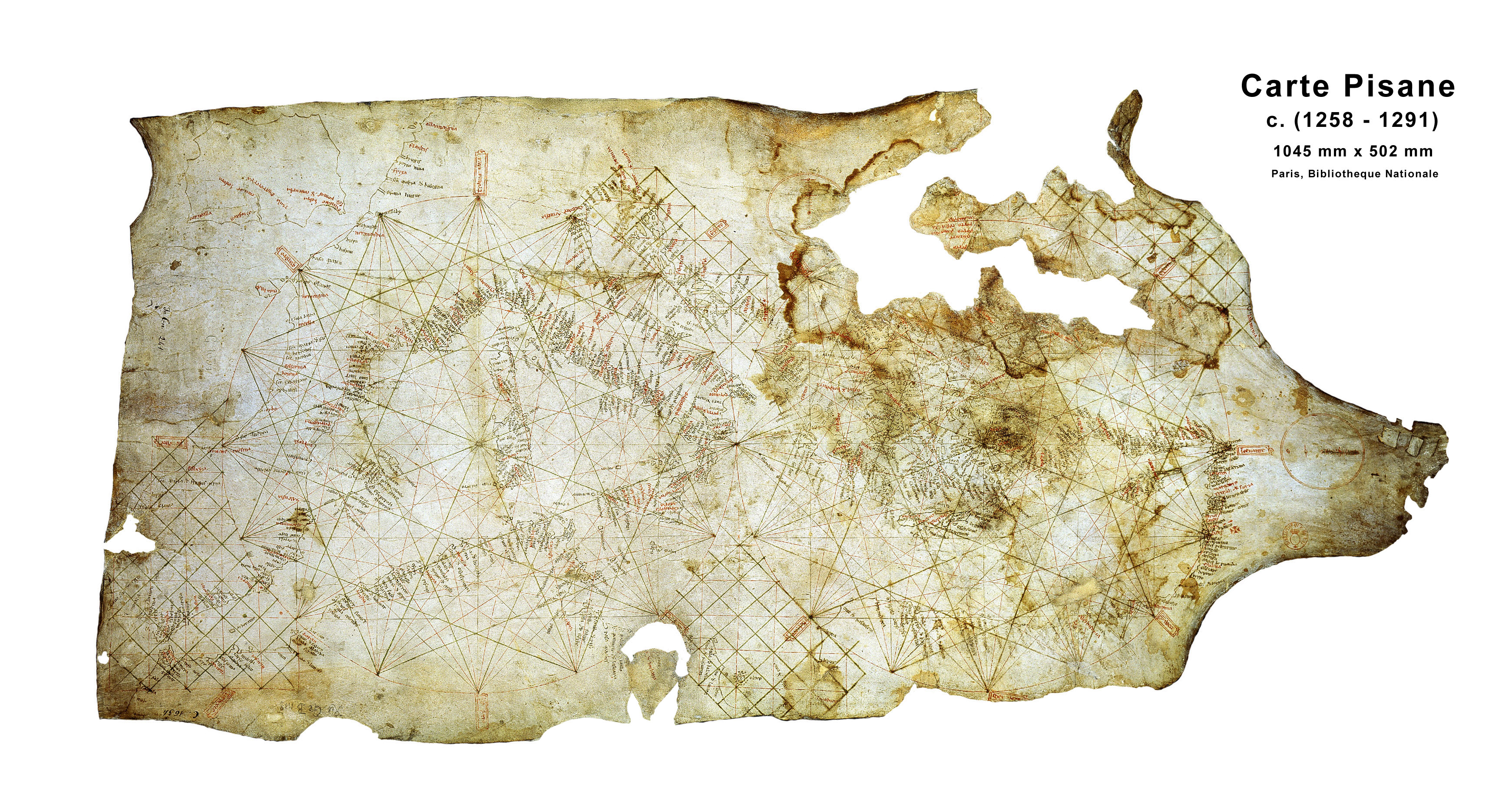
Carte pisane (1290)

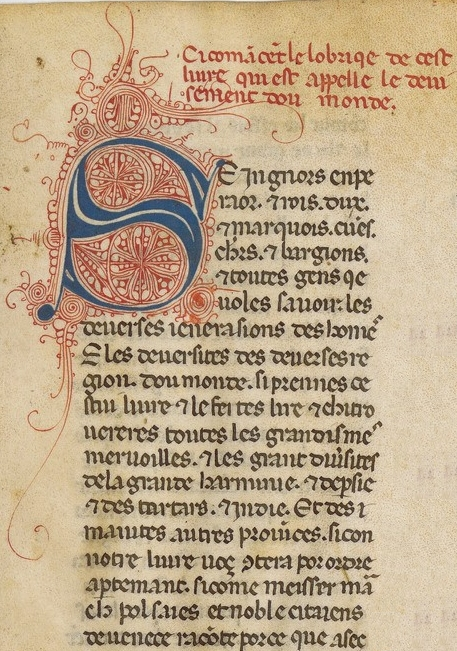
Début de la compilation initiale du Livre de Marco Polo.

En Occident, l'encyclopédie de Vincent de Beauvais (speculum naturale, somme des connaissances de l'Occident au XIIIe siècle) contenait des informations géographiques connues en 1250.
Il y eut au XIIIe siècle plusieurs voyages de missionnaires franciscains en Asie, notamment en vue de prendre à revers l'islam :
- Jean de Plan Carpin en Mongolie (1245-1247)
- Guillaume de Rubrouck alla dans l'empire mongol (1253-1257), et consigna son récit de voyage dans une œuvre en latin qui était une mine d'informations géographiques, historiques et ethnographiques sur l'empire mongol.

Ces informations furent utiles pour la préparation du voyage de Marco Polo entre 1271 et 1295, qui précisa dans son livre les informations géographiques sur l'Asie (Le Livre de Marco Polo).
D'autres missionnaires franciscains partirent vers l'Asie pour trouver une voie contournant l'Islam :
- Jean de Montecorvino partit vers la Chine (Cathay) en 1289-1328,
- Odoric de Pordenone partit entre 1316 et 1330 en Perse, Inde, Malabar, Ceylan, Sumatra, Bornéo, Chine, Tibet.

L'ensemble de ces voyages avait déjà beaucoup enrichi les informations sur l'Asie avant les voyages de Marco Polo.
Marco Polo a séjourné pendant 17 ans (1274-1291) dans la Chine de l'empereur mongol Kubilai Khan. Il est de retour à Venise en 1295. Fait prisonnier à Gênes pendant la guerre qui opposait les deux cités, il dicta dans sa geôle à Rustichello de Pise une description de l'Asie centrée sur les États de Kubilai ; ce Livre de Marco Polo a eu un succès considérable.
L'intérêt pour la géographie s'est considérablement accru en Occident à partir de cette époque, et la représentation du monde a fortement évolué, engendrant un renouvellement de la cartographie.

## Géographie moderne
Cette période de l'histoire de la géographie concerne l'ère historique moderne.
En 1406, Jacobo d'Angelo a terminé la traduction latine de la Géographie de Ptolémée à partir d'une copie ramenée de Byzance.
En 1410, le cardinal Pierre d'Ailly écrivit l'Imago mundi, qui sera imprimé en 1478. Christophe Colomb en avait un exemplaire.

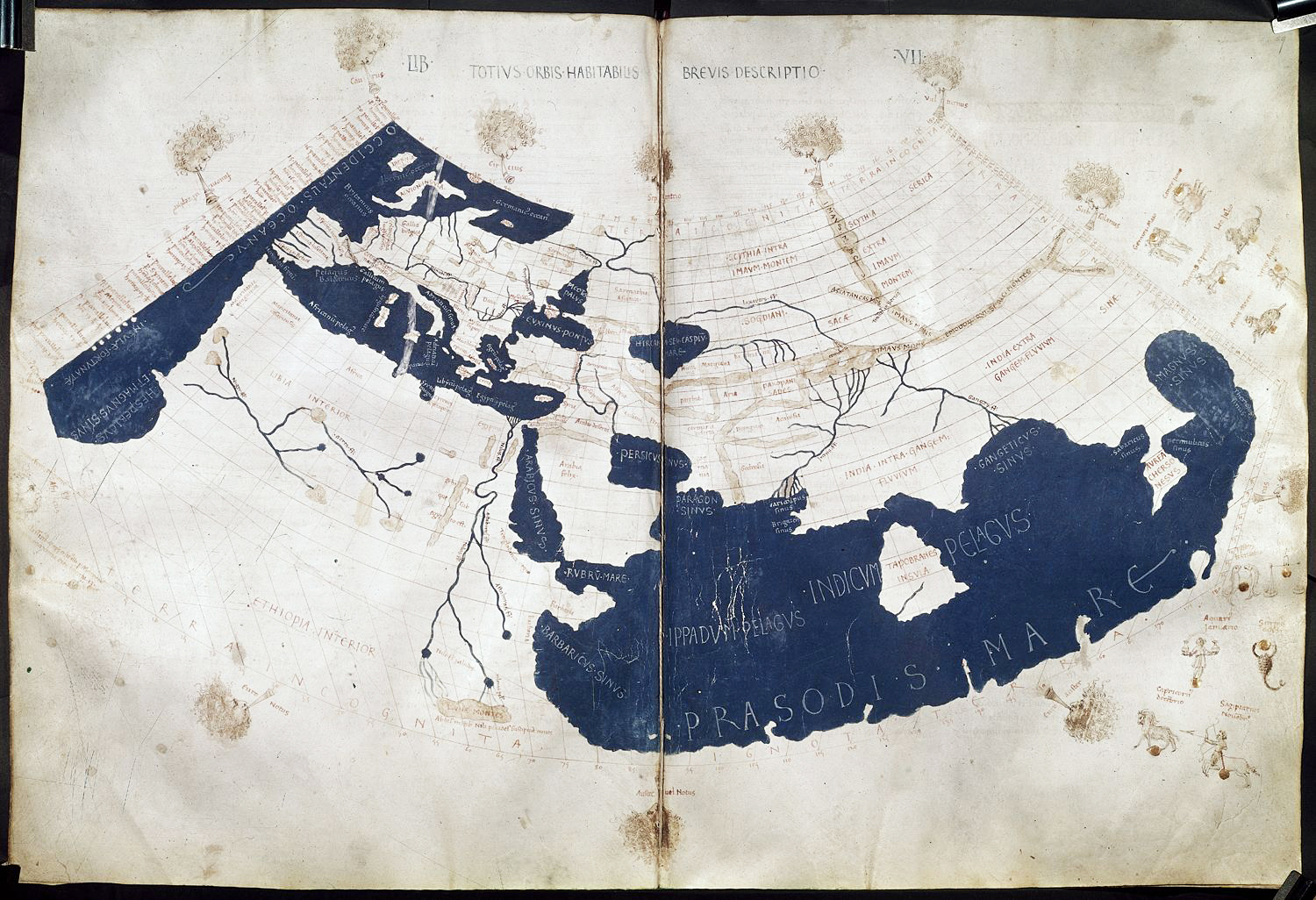
Carte de Ptolémée (XVe siècle).

En 1475, les tables ptoléméennes de coordonnées sont disponibles et permettent de construire des cartes. L'invention de l'imprimerie a permis leur large diffusion. Il y a cinq éditions de ces tables jusqu'en 1486.
L'usage de la boussole transmise par les Arabes va permettre la navigation hauturière. Avec l'estimation du cap et de la distance entre deux ports avec l'usage du loch, il va alors devenir possible de dresser, dès le XIIIe siècle, un nouveau type de cartes pour aider à la navigation, les portulans. L'école cartographique de Majorque, où il y a plusieurs cartographes juifs, va se distinguer.
Les écrits de Ptolémée et de ses successeurs islamiques ont fourni un plan systématique pour organiser et représenter l'information géographique.
Pour contourner les terres tenues par les musulmans et se passer du monopole de commerce avec l'Orient de Venise, le Portugal d'Henri le Navigateur va lancer des expéditions de découvertes. Les Portugais vont chercher à gagner l'Inde et la Chine en organisant des voyages de circumnavigation de l'Afrique menée par Vasco de Gama. Les Espagnols, grâce à Christophe Colomb vont chercher à gagner la Chine par la route de l'Ouest en franchissant l'océan Atlantique dont il avait sous-estimé la longueur. Magellan proposa de faire le tour du mond par l'Amérique du Sud et découvre l'océan pacifique, Jacques Cartier a fait son premier voyage au Canada en 1534. Au milieu du XVIe siècle, François Xavier entame le début de l'évangélisation du Japon.
Aux XVe siècle et XVIe siècle, de grandes expéditions maritimes ont immensément accru la connaissance de la planète. Ces expéditions ont été accompagnées d'une activité scrupuleuse d'observation astronomique et géographique.
La connaissance cartographique augmente, à la fois par la quantité de nouvelles connaissances apportées par les explorations, la diffusion des documents par l'imprimerie, et par de nouvelles méthodes et des fondations théoriques solides (projection de Mercator au XVIe siècle).
La cartographie terrestre va aussi progresser sous la pression des transformations de la société. Le passage de la société féodale à la société moderne avec le développement du droit romain et du droit de propriété foncière va nécessiter des mesures de terrain et un développement du cadastre. L'affirmation des pouvoirs des souverains européens va les conduire à vouloir mesurer leurs domaines. Parallèlement, le développement de la trigonométrie et l'apparition de la planchette pour mesurer les angles, vont permettre d'améliorer les relevés topographiques.
Les cartes du monde de la Geographica Generalis de Bernard Varenius et celles de Gerardus Mercator en témoignent.
En Italie, Giovanni Botero publie à Rome, de 1591 à 1592, les trois volumes des Relazioni Universali qui marquent la naissance de la statistique ou science descriptive de l'État. Il s'agit d'une géographie appliquée aux besoins des nouvelles administrations.
Les grands voyages d'exploration du XVIe siècle et du XVIIe siècle ont ravivé le désir d'une plus grande précision des détails géographiques précis et de fondements théoriques plus solides. L'ouvrage Geographia Generalis de Bernhard Varenius et la carte du monde de Gerardus Mercator sont d'excellents exemples de la nouvelle génération de géographes.

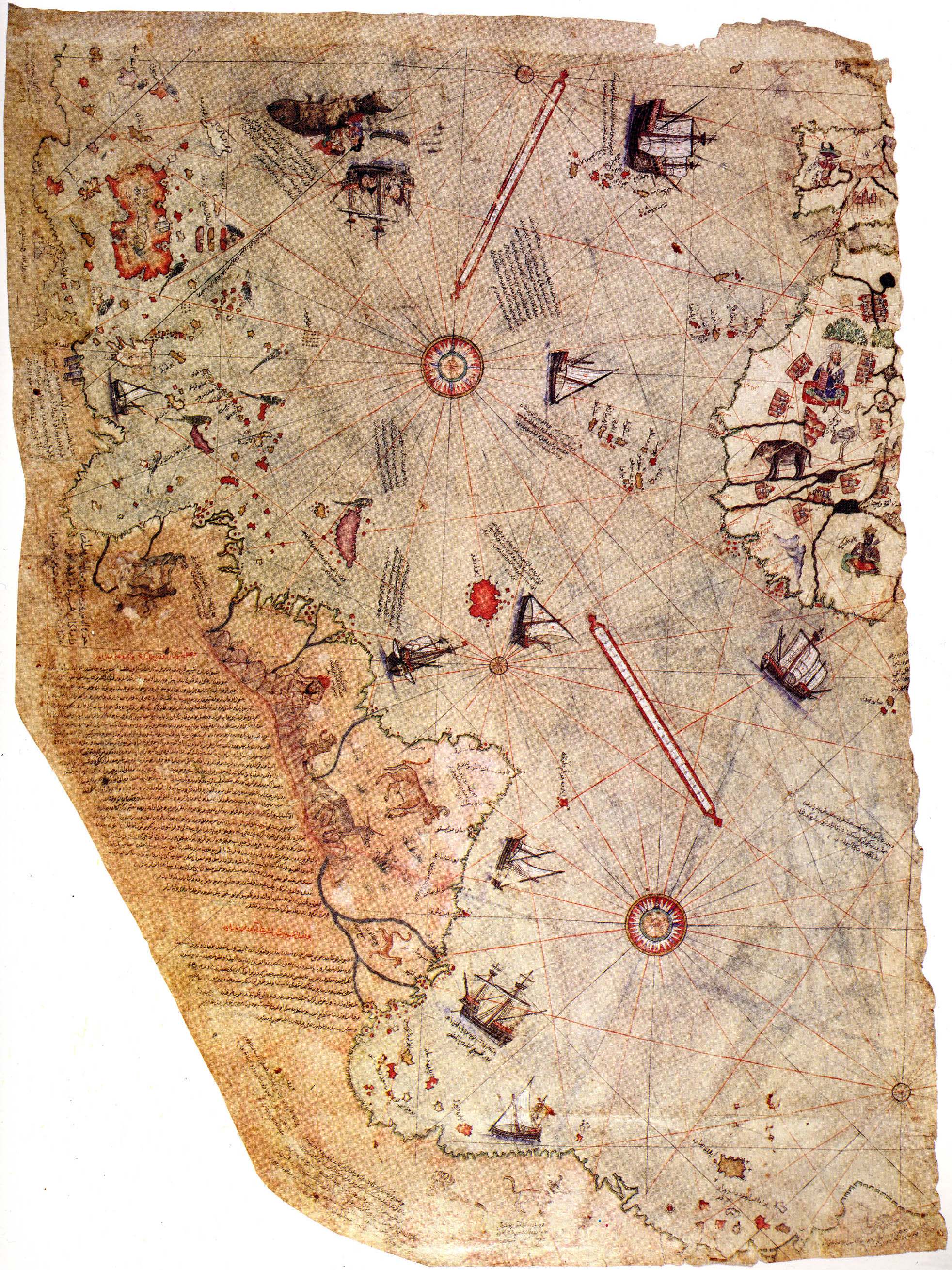
Fragment restant de la carte de Piri Reis.

Le cartographe ottoman Piri Reis a créé des cartes de navigation qu'il a exposées dans Kitab-ı Bahriye. Le travail comprend un atlas de cartes de petites parties de la Méditerranée, accompagné d'informations portant sur la mer. Dans la deuxième version de l'œuvre, il a inclus une carte des Amériques.
Jusqu'au XVIIIe siècle, on utilise indifféremment les termes de géographe ou de cartographe. Mais, en même temps qu'ils accroissent leurs connaissances géographiques, les voyageurs vont commencer à s'intéresser à l'histoire naturelle qui va nourrir la connaissance de la Terre.
Les découvertes scientifiques vont donner de nouveaux instruments aux géographes : le thermomètre inventé par Galilée, en 1597, le baromètre de Evangelista Torricelli, en 1643.
Le développement de l'esprit scientifique va progressivement faire disparaître les interprétations théologiques des phénomènes naturels.
- École de cartographie de Dieppe

### XVIIIesiècle
Au XVIIIe siècle, James Cook et La Pérouse explorent la zone du Pacifique.
Par ses écrits, Jean-Jacques Rousseau va promouvoir la réhabilitation de l'expérience de terrain comme source de l'enseignement, et de la connaissance géographique. Johann Heinrich Pestalozzi a créé des écoles appliquant les idées de Rousseau en particulier pour l'enseignement de la géographie. Les deux géographes Carl Ritter et Élisée Reclus ont été formés dans des écoles pestalozziennes.
Au XVIIIe siècle, la géographie commence à émerger en tant que discipline scientifique. Mais il faut attendre le XIXe siècle pour qu'elle prenne une place réelle dans l'enseignement en France. Au XVIIIe siècle, la géographie fut reconnue comme une discipline à part entière et a fait partie d'un programme d'études universitaires typiques en Europe (notamment à Paris et Berlin), mais pas au Royaume-Uni, où la géographie est généralement enseignée comme une sous-discipline d'autres domaines.

### XIXesiècle
L'une des grandes œuvres de cette époque est Kosmos: a sketch of a physical description of the Universe, par Alexander von Humboldt, dont le premier volume a été publié en allemand en 1845.
Au XIXe siècle, Thomas Henry Huxley a adopté la philosophie de l'universalité comme une approche intégrée dans l'étude de l'environnement naturel. La philosophie de l'universalité dans la géographie n'est pas nouvelle, mais elle peut être considérée comme l'évolution des travaux d'Alexander Von Humboldt et d'Emmanuel Kant. Une des publications de Huxley a présenté une nouvelle forme de la géographie qui a analysé et classé les causes et les effets au niveau micro-économique et a ensuite appliqué ces mesures à la macro-échelle (en raison de l'avis que le micro fait partie de la macro, et donc qu'une compréhension de toutes les micro-échelles est nécessaire pour comprendre le niveau macro). Cette approche a insisté sur la collecte de données empiriques sur le plan théorique. La même approche a été également utilisée par Halford John Mackinder en 1887.
Au cours des deux derniers siècles, la quantité de connaissances et le nombre d'outils a explosé. Il existe des liens étroits entre la géographie et les sciences de la géologie et de botanique, ainsi que de l'économie, la sociologie et la démographie.
La Royal Geographical Society a été fondée en Angleterre en 1830. Le premier véritable esprit géographique à émerger au Royaume-Uni a été Halford John Mackinder, nommé à l'Université d'Oxford en 1887. La National Geographic Society a été fondée aux États-Unis en 1888 et a commencé la publication du magazine National Geographic, qui est devenu et continue d'être un grand vulgarisateur de l'information géographique. La société a longtemps soutenu la recherche et l'éducation géographique.
En France, la géographie est remise dans les programmes scolaires des écoles primaires et secondaires par Victor Duruy, ministre de l'instruction publique de 1863 à 1869 sous Napoléon III. À la suite de la défaite de la France en 1870 contre la Prusse, Pierre Foncin publie chez Armand Colin une série de livres de géographie largement illustrés destinés aux écoles primaires qui se vendront par millions (26 millions de livres vendus entre 1875 et 1920). Pierre Foncin participera également au livre de lecture patriotique d'Augustine Fouillée, Le Tour de la France par deux enfants qui connait aussi un immense succès. L'enseignement  de la géographie dans le supérieur est initié à l'École normale supérieure de la rue d'Ulm, par Vidal de la Blache, le géographe français marquant de la fin du XIXe siècle. Comme dans les autres pays européens, l'enseignement de la géographie devrait servir pour renforcer l'identité et le sentiment nationaux.

### XXesiècle
Martha Krug-Genthe (1871-1945), géographe allemande devient la première femme au monde docteure en géographie en 1901. Cette pionnière a connu une carrière exceptionnelle pour une femme dans la géographie mondiale de la Belle Époque.
Dans l'Ouest, au cours de la deuxième moitié du XIXe siècle et le XXe siècle, la discipline de la géographie a connu quatre grandes phases : le déterminisme environnemental, la géographie régionale, la révolution quantitative, et la géographie critique.

#### Déterminisme environnemental
Le déterminisme environnemental est la théorie selon laquelle l'état physique, mental et moral, ainsi que les habitudes d'un peuple sont dues à l'influence de leur environnement naturel. On peut citer parmi les théoriciens du déterminisme environnemental les plus célèbres Carl Ritter, Friedrich Ratzel, Ellen Churchill Semple, et Ellsworth Huntington (en). On rencontre des croyances populaires comme « la chaleur rend les habitants des tropiques paresseux » et « de fréquents changements de pression barométrique rendent les habitants des latitudes tempérées plus agiles intellectuellement. ». Les géographes liés au déterminisme environnemental ont tenté de faire l'étude scientifique de ces influences. Vers les années 1930, cette façon de penser a été largement dénoncée comme dépourvue de tout fondement et susceptible de généralisations abusives. Le déterminisme environnemental reste un embarras pour bien des géographes, et conduit à beaucoup de scepticisme parmi les revendications de l'influence de l'environnement sur la culture (telles que les théories de Jared Diamond).

#### Géographie régionale
La géographie régionale représente une réaffirmation sur le fait que le véritable sujet de la géographie était l'étude des lieux (régions). Les géographes régionaux se sont concentrés sur la collecte d'informations descriptives sur des lieux, ainsi que sur des méthodes pour diviser la Terre en régions. Un des géographes biens connus de cette période est Paul Vidal de La Blache. Le fondement philosophique de ce domaine a été posé aux États-Unis par Richard Hartshorne qui a défini la géographie comme l'étude de la différenciation territoriale, ce qui a conduit plus tard à la critique de cette approche, jugée trop descriptive et non scientifique.

#### La révolution quantitative
La révolution quantitative était une tentative pour redéfinir la géographie en tant que science, dans le sillage de la relance de l'intérêt pour la science après le lancement de Spoutnik. Les révolutionnaires quantitatifs, souvent appelés « cadets de l'espace », ont déclaré que l'objectif de la géographie était de tester les lois générales sur l'organisation spatiale des phénomènes. Ils ont adopté la philosophie du positivisme des sciences naturelles et se sont tournés vers les mathématiques, notamment les statistiques, pour trouver un moyen de prouver les hypothèses. La révolution quantitative a jeté les bases pour le développement des systèmes d'information géographique. Des géographes bien connus de cette période sont Waldo Tobler, William Garrison, Peter Haggett, William Bunge ou Torsten Hägerstrand.

#### Géographie critique
Alors que les approches positiviste et post-positiviste restent importantes dans la géographie, la géographie critique se pose comme une critique du positivisme. La première souche de la géographie critique à émerger est la géographie humaniste. S'appuyant sur la philosophie de l'existentialisme et la phénoménologie, les géographes humanistes (tels que Yi-Fu Tuan) se sont concentrés sur le sentiment des peuples et leur relation avec les lieux. Plus influente fut la géographie marxiste, qui a appliqué les théories sociales de Karl Marx et de ses successeurs aux phénomènes géographiques. David Harvey et Richard Peet (en) sont des géographes marxistes assez célèbres. La géographie du genre est l'utilisation des idées du féminisme dans des contextes géographiques. La souche la plus récente critique de la géographie est la géographie post-moderniste, qui utilise les idées des théoriciens post-modernes et post-structurels pour explorer la construction sociale des relations spatiales.

#### Autres approches

##### La Nouvelle Géographie
La nouvelle géographie se développe à partir des années 1960 aux États-Unis et gagne la France, la Suisse et surtout l'Allemagne dans les années 1970. Elle est directement influencée par les géographies anglo-saxonnes, plus précisément scandinaves et américaines.
Inspirée par les mathématiques (statistiques) et les règles de l'économie, cette géographie tente d'établir des « lois » universelles (science nomothétique).
La géographie devient la discipline visant à mettre en lumière les régularités, les ressemblances entre les espaces, afin d’énoncer les lois générales explicatives. On passe donc du particulier au général, du descriptif à l’explicatif et de l’inductif à l’hypothético-déductif. La démarche classique (description de chaque industrie régionale, typologie, cartographie, explications de la présence spécifique de certaines industries dans certains lieux privilégiant les facteurs naturels, les particularités locales et la dimension historique) est remplacée par une démarche « nouvelle ».
Celle-ci simplifie la réalité en partant d’hypothèses de base, pose des hypothèses de recherche et un mécanisme à tester. Une collecte de données, une analyse statistique et la production d’une carte « théorique » permet ensuite d’accepter ou de rejeter l’hypothèse, qui peut par la suite éventuellement être modifiée. À la fin du processus, on dispose d’une série de propositions, dont on peut rendre compte par un modèle (représentation simplifiée et symbolique). Le modèle peut être une relation mathématique, une série de propositions ou une représentation cartographique. On change ainsi de méthodes et d’échelle de travail, on s’allie à d’autres sciences, et on pose d’autres hypothèses sous-jacentes.
La Nouvelle Géographie émerge dans un contexte spécifique : le prestige de la science, les besoins de la croissance, la situation de la géographie traditionnelle, les problèmes sociaux et ceux des minorités ainsi que le nouveau rôle de l’État modifie les attentes quant à la géographie, tout comme les besoins de la reconstruction en Europe. C’est à cette époque que se développe la production de masse (fordisme, etc.). Les problèmes sociaux de l’époque concernent surtout la transformation de l’économie (de la guerre à la paix) et les emplois et logements. Les petits agriculteurs vivent mal, on affronte des problèmes syndicaux et des difficultés avec les minorités. Pour les jeunes géographes, ce renouveau de la géographie est un défi et une question de survie. On assiste donc à une modification du rôle de la géographie, qui doit permettre aux gouvernements de comprendre, prédire e diriger les phénomènes sociaux dans l’espace. Ses conséquences sont la double alliance de la géographie avec les sciences et la planification, son renouveau orienté vers l’économie (localisations, croissance régionale, urbanisation, flux et interactions), l’obtention de fonds, la reconnaissance symbolique et l’essor de la géographie appliquée.
Les modèles de localisation sont typiques de ce paradigme. Ils se basent sur deux grands principes d’explications : l’hétérogénéité de l’espace, qui renvoie au fait que l’espace est différencié et que certains lieux sont plus favorables à certaines activités, et son opacité, qui renvoie au fait qu’il est difficile à franchir en raison de la friction de la distance (l’éloignement ayant donc un coût). Voir les théories de localisation agricole (Von Thünen), industrielles (Launhardt et Weber) et tertiaire (places centrales) de G. Fisher.
Les points forts de l’analyse spatiale sont son cadre théorique cohérent et sa démarche rigoureuse, le processus cumulatif de connaissances qu’elle met en place, mais aussi les succès tangibles qu’elle remporte et le fait qu’elle s’accommode de phénomènes complexes. Cependant, on peut lui adresser plusieurs critiques : l’oubli du contenu, la disparition de l’homme, la simplification de la réalité, le manque d’esprit critique, l’oubli des rapports de pouvoir, et le côté faussement objectif de sa démarche. À titre d'exemple, le concept d'Homo œconomicus, nécessaire pour postuler la scientificité de l'analyse spatiale, fait de moins en moins consensus. Le paradigme s’essouffle : les troubles sociaux persistent, la guerre du Viêt Nam et la contestation sociale bouleversent la société, le prestige de cette façon positiviste de faire de la géographie diminue. 

##### La géographie comportementale
La géographie comportementale s’attache à analyser les individus, leurs comportements individuels et collectifs à travers le rapport qu’ils entretiennent avec leur territoire. Les comportementalistes se penchent donc aussi sur la psychologie de l’être humain, son rapport au groupe et à l’espace, son fonctionnement mental. Il s'agit avant tout de se poser la question « qui fait quoi ? » et « pourquoi ? » (ou : « qui dit quoi ? » et « pourquoi ? »)

##### La géographie radicale
Parfois marxiste mais toujours critique, cette géographie est fortement influencée par les autres sciences sociales. Antoine Bailly définit ainsi la problématique radicale : « Une vision de la géographie qui privilégie la problématique du matérialisme historique et la démarche dialectique dans l'analyse socio-économique des pratiques sociales » (2001)
Elle s'inscrit dans un contexte de troubles sociaux et de contestation sociale durant la guerre du Viêt Nam au moment où le prestige de la science est en baisse.
Parmi les géographes critiques, on retrouve notamment Yves Lacoste, qui effectue un travail sur le Tiers Monde, et identifie les pays riches et les bourgeoisies locales comme responsables du sous-développement. En 1976, il fonde la revue Hérodote, qui promeut une géographie engagée du côté des opprimés.
Citons également David Harvey, un géographe britannique qui applique à la dimension spatiale de la société une analyse marxiste. (Directions in Geography, 1973 et Social justice and The City, 1977).

## Géographie contemporaine
La géographie prend une nouvelle ampleur grâce au développement des technologies informatiques et numériques. Elles permettent, par l'intermédiaire d'internet, de visualiser la terre et ses détails depuis n'importe quel ordinateur. Les images satellites, qui étaient réservés aux militaires et renseignements généraux, sont accessibles par tous.
D'autre part, la mise en œuvre du Protocole de Kyoto et les enjeux de plus en plus importants du réchauffement climatique mettent la géographie en première ligne pour l'observation des évolutions de la planète.

#### Générale
- (en) John Agnew et David N. Livingstone (dirs.), The SAGE Handbook of Geographical Knowledge, SAGE Publications Ltd, 2011, 656 p.
- (fr) Paul Claval, Histoire de la géographie, Paris, PUF, coll. « Que sais-je ? », 2011, 4e éd., 128 p. (ISBN 978-2-13-058652-4)
- (en) Tim Cresswell, Geographic Thought: A Critical Introduction, Wiley-Blackwell, 2012, 298 p.
- (en) Arild Holt-Jensen, Geography: History and Concepts, a Student's Guide, SAGE Publications Ltd, 4e édition, 2009, 280 p.
- (en) Phil Hubbard et Rob Kitchin (dirs.), Key Thinkers on Space and Place, SAGE Publications Ltd, 2e édition, 2010, 528 p.
- (en) David N. Livingstone, The Geographical Tradition: Episodes in the History of a Contested Enterprise, Wiley-Blackwell, 1992, 444 p.
- (en) Geoffrey J. Martin, All Possible Worlds : A History of Geographical Ideas, Oxford University Press, 4e édition, 2005, 624 p.
- (fr) Jacques Scheibling, Qu'est-ce que la géographie, Paris, Hachette Supérieur, coll. « Carré Géographie », 2011, 2e éd., 256 p. (ISBN 978-2-01-146144-5)
- (fr) Jean-René Trochet, La géographie historique de la France, PUF (coll. « Que sais-je ? »), Paris, 1997  (ISBN 978-2-13-048572-8) ; p. 127
- (en) Joseph Needham, Science and Civilisation in China: Volume 3, Mathematics and the Sciences of the Heavens and the Earth, Cambridge University Press, 1959, 926 p.

#### Antiquité
- (fr) Germaine Aujac, La Géographie dans le monde antique, P.U.F., Paris, 1975
- (de) Daniela Dueck, Geographie in der antiken Welt, Zabern, Darmstadt, 2013, 176 p.
- (fr) Clarence J. Glacken (en), Histoire de la pensée géographique - volume 1 : l'Antiquité, Comité des Travaux Historiques et Scientifiques, Paris, 1999  (ISBN 978-2-7355-0429-9) ; p. 297
- (fr) Christian Jacob, Géographie et ethnographie en Grèce ancienne, A. Colin, Paris, 1991
- (fr) Paul Pedech, La Géographie des Grecs, P.U.F, Paris, 1976

#### Moyen Âge
- (fr) Henri Bresc et Emmanuelle Tixier du Mesnil (dir.), Géographes et voyageurs au Moyen Age, Presses Universitaires de Paris Ouest, 2010, 273 p.
- (fr) Clarence J. Glacken, Histoire de la pensée géographique - volume 2 : Conception du monde au Moyen Âge, Comité des Travaux Historiques et Scientifiques, Paris, 2002  (ISBN 978-2-7355-0476-3) ; p. 319
- (fr) Joachim Lelewel, Géographie du Moyen-Age, Bruxelles, Pilliet, 1852, tome no 1, 218 p., tome no 2, 243 p.
- (fr) André Miquel, La Géographie humaine du monde musulman jusqu'au milieu du XIe siècle, Paris, vol. I, 1967, vol. II, 1975, vol. III, 1980
- (en) John K. Wright, The geographical lore of the time of the crusades ; a study in the history of medieval science and tradition in western Europe, New York, American Geographical Society, 1925, 600 p.

#### Renaissance
- (fr) Jean-Marc Besse, Les grandeurs de la Terre : aspects du savoir géographique à la Renaissance, ENS Éditions, 2004, 424p.
- (fr) Jean-Marc Besse, Marie-Dominique Couzinet et Frank Lestringuant (dirs.), Les méditations cosmographiques à la Renaissance, Presses universitaires Paris-Sorbonne, Paris, 2009, 220 pages.
- (fr) Numa Broc, La Géographie de la Renaissance, C.T.H.S., Paris, 1979
- (fr) Clarence J. Glacken, Histoire de la pensée géographique - volume 3 : Les temps modernes (XVeXVIIe siècle av. J.-C.), Comité des Travaux Historiques et Scientifiques, Paris, 2002  (ISBN 978-2-7355-0581-4) ; p. 278
- (fr) W. G. L. Randles, De la terre plate au globe terrestre, une mutation épistémologique rapide, 1480-1520, Paris, 1980

#### Époque moderne
- (fr) Jean-Marc Besse, Hélène Blais et Isabelle Surun (dirs), Naissances de la géographie moderne (1760-1860). Lieux, pratiques et formation des savoirs de l’espace en France, ENS éditions, Lyon, 2010, 290 p.
- (fr) Numa Broc, La Géographie des philosophes : géographes et voyageurs français au XVIIIe siècle, Thèse, Montpellier, 1972, publiée par Ophrys, Paris, 1975, 600 p.
- (de) Georg Gerland, Immanuel Kant, seine geographischen und anthropologischen Arbeiten, Berlin, 1906, 174 pages
- (fr) François de Dainville, La géographie des humanistes, Beauchesne, 1940
- (fr) Clarence J. Glacken, Histoire de la pensée géographique - volume 4 : Culture et environnement au XVIIIe siècle, Comité des Travaux Historiques et Scientifiques, Paris, 2002  (ISBN 978-2-7355-0612-5) ; p. 344

#### Époque contemporaine
- (fr) Claude Bataillon, Géographes Génération 1930 (à propos de Roger Brunet, Paul Claval, Olivier Dollfus, François Durand-Dastès, Armand Frémont et Fernand Verger). Rennes, PUR, Collection "Espace et Territoires", 2009, 226 p.
- (fr) Vincent Berdoulay, La Formation de l'École française de géographie (1870-1914), C.T.H.S., Paris, 1981
- (en) Ian Burton, The quantitative revolution and theoretical geography, The Canadian Geographer, 1963, no 7, p. 151-162
- (fr) Paul Claval, La géographie du XXIe siècle, L'Harmattan, 2003, 244p.
- (fr) Paul Claval, Histoire de la géographie française, de 1870 à nos jours, Nathan Université, 1998, 543 p.
- (fr) Ségolène Débarre, Géographies entre France et Allemagne - Acteurs, notions et pratiques (fin XIXe siècle - milieu XXe siècle), Revue Germanique Internationale, no 20, 2014, 212p.
- (en) Ron Johnston, Geography and Geographers: Anglo-American Human Geography since 1945, Hodder & Stoughton Educational, 1979, 240 p.
- (en) Ron Johnston, The future of geography, New York: Methuen, 1985, 342p
- (fr) Rémy Knafou, L’état de la géographie, autoscopie d’une science, Paris: Belin, 1997, 438 p.
- (fr) André Meynier, Histoire de la pensée géographique en France (1872-1969), Paris, 1969
- (fr) Olivier Orain, De plain-pied dans le monde : écriture et réalisme dans la géographie française au XXe siècle, Paris, L’Harmattan, 2009
- (fr) Philippe Pinchemel, La géographie à travers un siècle de congrès internationaux, IGU, 1972
- (fr) Jean-François Staszak (dir.), Géographies anglo-saxonnes. Tendances contemporaines, Belin, 2001, 352 p.
- Jean-Louis Tissier, Marie-Claire Robic et Philippe Pinchemel, Deux siècles de géographie française : Une anthologie, Comité des travaux historiques et scientifiques - CTHS, 2011, 600 p. (ISBN 2735507351)
- Dylan Simon, Max Sorre, une écologie humaine. Penser la géographie comme science de l’homme, Paris, Éditions de la Sorbonne, coll. « Histoire environnementale », 2021, 320 pages.